# دريقة شائكة
دريقة شائكة (الاسم العلمي:Aspidistra muricata) هي نوع من النباتات تتبع جنس الدريقة من الفصيلة الهليونية. تم وصف هذا النوع من النبات علمياً لأول مرة من قبل فوون تشو هاو سنة 1981.